# Saint Sang (relique)
Pour les articles homonymes, voir Saint Sang.
Selon la tradition gnostique, le Saint Sang est difficilement dissociable de la coupe de la Cène (le Saint Calice) et du mythe du Graal ; il fait partie de l'ésotérisme des mystères de la chevalerie chrétienne. Il s'inscrit dans les traditions et les légendes alors très populaires au Moyen Âge.

## La Cène et le Sang du Christ
Les Évangiles rapportent que Jésus a envoyé ses disciples préparer le repas pascal. Les textes du Nouveau Testament font référence à ce repas.
Le récit commun raconte que, le soir venu, tandis qu'ils étaient à table, Jésus prit du pain, le bénit, le rompit, et le donna à ses disciples, en disant : « Prenez, ceci est mon corps » ; puis, prenant une coupe de vin, il rendit grâce et la leur donna en disant : « Ceci est mon sang, le sang de l'alliance, qui va être répandu pour une multitude ».

## Les textes apocryphes et le mythe du Graal
Certains textes apocryphes, qui ne font pas partie du Nouveau Testament et ne sont pas reconnus par le catholicisme pour la simple raison que certains furent rédigés quelque trois cents ans plus tard, accordent une grande importance à Pilate après la crucifixion. La coupe de la Cène — c'est-à-dire la coupe de vin bénie par Jésus-Christ au cours du repas — est alors confondue avec son sang versé sur la croix. L'ensemble se confond dans le mythe du Graal.
Le Graal lui-même n'apparaît dans l'Histoire qu'à partir du XIIe siècle, soit plus de mille ans après la date supposée de la crucifixion.
Pilate (selon certaines légendes associées au mythe du Graal) aurait donné ce vase à Joseph d'Arimathie (considéré par cette tradition comme « premier chevalier ») pour y recueillir, au pied de la Croix, le Saint Sang du Christ, qui coulait d'une blessure au flanc droit provoquée par le soldat Longin avec la Sainte Lance.  
La légende en Occident le fait venir en Gaule avec Lazare, Marthe et les Saintes Maries. Par la suite, le Graal aurait été apporté par les fils de Joseph d'Arimathie en Angleterre comme sainte relique.
D'autres textes apocryphes, rédigés aux Ier et IIe siècles, sont cependant aussi dignes de foi que les quatre évangiles canoniques : « D'un point de vue historique, il convient de ne surtout pas considérer les récits canoniques comme supérieurs aux récits apocryphes. À l'époque de leur rédaction — vers la fin du Ier siècle et durant tout le IIe — les uns et les autres avaient très certainement le même statut théologique ».
— Simon C. Mimouni 

## Le Saint Sang de Fécamp en Seine-Maritime

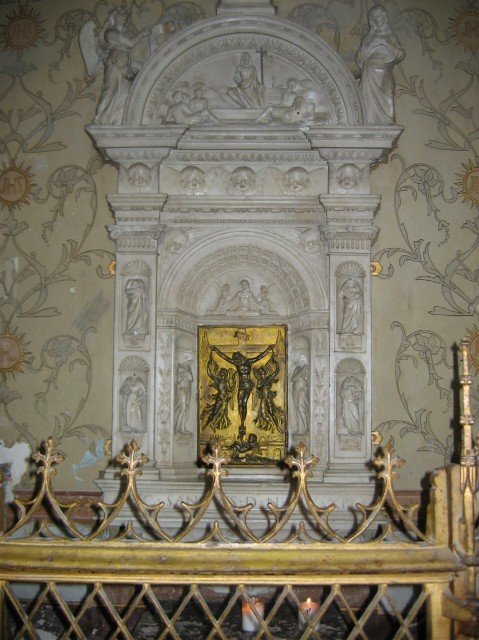
Tabernacle contenant la relique du sang dit de Jésus, église abbatiale de Fécamp.

Après la crucifixion, Nicodème, qui accompagnait Joseph d'Arimathie, reçut le corps du Christ, et les deux hommes procèdent à son ensevelissement. Selon la tradition gnostique, il semble que Nicodème soit un des derniers hommes à avoir eu un contact physique avec la dépouille mortelle du Christ. Il l'aurait vue et touchée, aussi, il aurait été à même de devenir le pourvoyeur de la précieuse relique. Il aurait recueilli des particules ou les gouttes de sang christique récupérées par Joseph d'Arimathie. À la suite d'un périple miraculeux, les gouttes du sang, qui se trouvaient dans une boîte de plomb, auraient été portées par le tronc d'un figuier jusqu'au rivage de Fécamp.
Un deuxième récit fait état d'une autre origine : le Précieux Sang serait apparu à Saint-Léonard (aujourd'hui dans la banlieue de Fécamp) au cours d'une messe célébrée à la fin du Xe siècle.
La relique a ensuite été retrouvée au cours des travaux dans l'église de la Trinité, vers 1170. Les premiers pèlerinages et récits de miracles datent de cette fin du XIIe siècle. Après une période de déclin, le pèlerinage connaît un nouveau succès sous le Second Empire. La confrérie du Précieux Sang fut officiellement fondée en 1906.
Aujourd'hui, la relique du Saint Sang est toujours conservée dans une fiole à l'abbaye bénédictine de la Sainte-Trinité.
Chaque année, on y montrait la célèbre relique du Précieux-Sang, dont on peut encore voir le reliquaire en marbre blanc dans l'abbatiale.

## Le Saint Sang de la basilique de Bruges

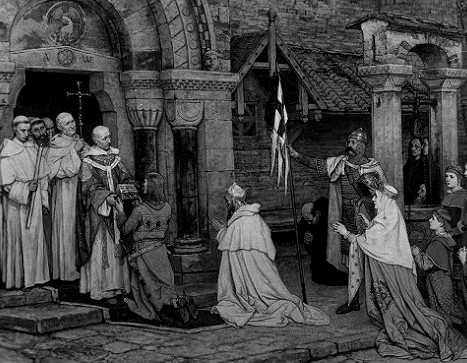
Thierry d'Alsace et Léonius de Furnes remettant les reliques du Saint-Sang à Bruges.

Selon une légende, quelques gouttes du Saint Sang auraient été rapportées comme reliques, en 1146, par Thierry d'Alsace à son retour de Terre sainte et furent conservées en la Basilique du Saint-Sang de Bruges. Cette relique est portée en procession dans les rues de la ville une fois par an lors de la procession du Saint-Sang.

## Le Saint Sang de la Sainte-Chapelle, Paris
L’acquisition des reliques de la Passion du Christ par Louis IX le contraignit à ériger la Sainte-Chapelle à Paris. Le Saint Sang rejoint la Couronne d’épines (achetée en 1239 aux Vénitiens), la Vraie Croix, les Clous, la Lance, l’Éponge, le Suaire, le Manteau de pourpre et la Croix de la Victoire directement (achetés en 1241 à l’empereur Baudouin II) ; qui avait auparavant dû se séparer des reliques et autres possessions, mises en gage pour renflouer les finances de l'Empire. Avant d'être revendues à Saint Louis, les reliques ont séjourné à l'abbaye cistercienne de Sainte-Marie De Percheio (octobre 1241) ; celle-ci ayant été le plus gros prêteur lors de la mise en gage.
Le Saint Sang disparut, comme beaucoup d'autres saintes reliques, durant les évènements révolutionnaires.

## Le Saint Sang de l'église Saint-Jacques de Rothenburg ob der Tauber

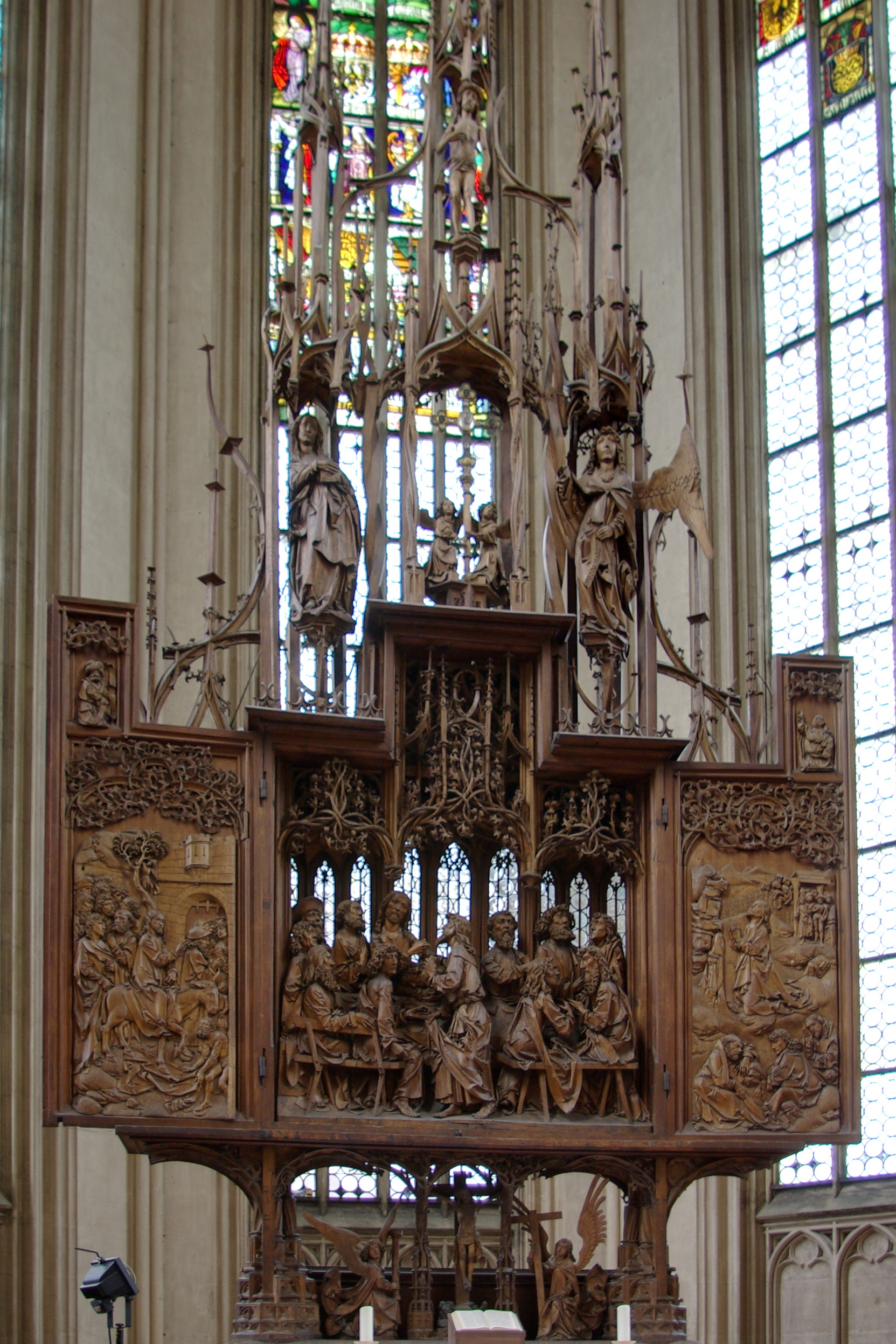
Tilman Riemenschneider, le retable du Saint-Sang, Rothenburg ob der Tauber.

L'église Saint-Jacques (XIVe - XVe siècle) de Rothenburg ob der Tauber est célèbre pour ses retables, principalement pour celui dit du « Saint Sang » de Tilman Riemenschneider. Le nom du retable est dû à une relique, une goutte de Sang du Christ. Parvenue à Rothenbourg à la fin des croisades, cette relique attira très vite une multitude croissante de pèlerins.

## Le Précieux Sang de la basilique Saint-Jacques à Neuvy-Saint-Sépulchre (Indre)
Le cardinal Eudes de Tusculum aurait ramené de Jérusalem au XIIIe siècle deux gouttes du Sang du Christ dans une ampoule en verre. Il en fit don à l'église Saint-Étienne de Neuvy-Saint-Sépulchre, située dans le département de l'Indre, en 1257. Depuis cette époque, la procession du pèlerinage du Précieux Sang se déroule chaque lundi de Pâques. La relique y est alors promenée dans les rues de la commune avant d'être reconduite à la basilique saint Jacques (classée au patrimoine mondial de l'UNESCO), où elle est exposée en vitrine et visible toute l'année.

## Autres localisations
Il existe d'autres reliques du sang de Jésus en Europe.
- Vers 1170, elle a été retrouvée dans un pilier de la cathédrale de Norwich, en Angleterre[7]
- Abbaye de Westminster.
- Mantoue (dès le XIe siècle)[6].
- Charroux, en France.
- Reliques du Saint Sang de Boulogne-sur-Mer (Pas-de-Calais, France).
- Blut Ritt - Weingarten - Bad Württemberg - Deutschland - Blutritt.
- Église Saint-Michel de Saint-Brieuc : reliques de la Passion[12].